# 曹弘
曹弘（4世紀—5世紀），五胡十六国后期的匈奴人。
416年六月，并州几万帐落胡人背叛后秦，到平阳推举匈奴人曹弘为大单于，在匈奴堡攻伐后秦立义将军姚成都。征东将军姚懿从蒲坂率兵讨伐，擒获曹弘，将他押送到长安，并把这些胡人中一万五千落帐的豪族迁往雍州。